# Погостинський Михайло Григорович
Михайло Григорович Погостинський (1 вересня 1928, село Мердуш, тепер Рязанської області, Російська Федерація — 31 серпня 2009, місто Москва) — радянський діяч, генеральний директор Кременчуцького об'єднання з випуску великовантажних автомобілів «АвтоКрАЗ» Полтавської області, заступник міністра автомобільної промисловості СРСР. Член Ревізійної Комісії КП України в 1976—1981 роках.

## Біографія
Освіта вища. Член КПРС.
У лютому 1952 — червні 1953 р. — майстер цеху загального складання, у червні — грудні 1953 р. — заступник начальник цеху зварювання, у грудні 1953 — червні 1955 р. — начальник цеху клепання, у червні 1955 — лютому 1956 р. — начальник цеху загального складання, у лютому — червні 1956 р. — виконувач обов'язків заступника головного технолога Кременчуцького мостового заводу Полтавської області.
У червні 1956 — вересні 1958 р. — заступник начальника комбайнового цеху, у вересні 1958 — лютому 1959 р. — начальник цеху складання Кременчуцького комбайнового заводу Полтавської області.
У лютому — червні 1959 р. — заступник начальника цеху складання, у червні 1959 — грудні 1960 р. — начальник документаційного забезпечення управління, у грудні 1960 — грудні 1964 р. — начальник відділу капітального будівництва Кременчуцького автомобільного заводу Полтавської області.
У грудні 1964 — червні 1973 р. — заступник директора з економічних питань — головний економіст Кременчуцького автомобільного заводу Полтавської області. У червні 1973 — травні 1976 р. — головний інженер Кременчуцького автомобільного заводу.
У травні 1976 — грудні 1977 р. — генеральний директор Кременчуцького об'єднання з випуску великовантажних автомобілів «АвтоКрАЗ» Полтавської області.
У грудні 1977 — липні 1987 р. — заступник міністра автомобільної промисловості СРСР у Москві. У липні 1987 — січні 1990 р. — на пенсії у Москві.
У січні 1990 — травні 1991 р. — провідний спеціаліст районної планової комісії виконавчого комітету Гагарінської районної ради народних депутатів міста Москви. У травні — листопаді 1991 р. — провідний спеціаліст відділу з економічного аналізу економічного управління виконавчого комітету Гагарінської районної ради народних депутатів міста Москви.
З листопада 1991 — на пенсії у місті Москві.

## Нагороди
- два ордени Трудового Червоного Прапора (5.04.1971, 31.03.1981)
- орден Знак Пошани (11.03.1976)
- медалі